# La gran aldea
La gran aldea es una novela corta, creación de Lucio Vicente López, única novela de su autor y, según Ricardo Rojas, una de las fundadoras de este género en la literatura argentina. Fue publicada originalmente en forma de folletín, en 1882, en el periódico Sud-América. Dos años después fue editada, ya, en formato de libro.

## Estructura
La novela lleva el subtítulo Costumbres bonaerenses. Está dedicada a Miguel Cané:

A MIGUEL CANÉ

mi amigo y camarada,

L. V. L.

.
El epígrafe es de Édouard Pailleron, tomado de Le Monde où l'on s'ennuie:

Qu'on ait trouvé des personnalités dans cette comédie, je n'en suis surpris: on trouve toujours des personnalités dans les comédies de caractère comme on se découvre toujours des maladies dans les livres de médecine.

La vérité est que je n'ai pas plus visé un individu qu'un salon; j'ai pris dans les salons et chez les individus les traits dont j'ai fait mes types, mais, où voulait-on que je les prisse?

Cuenta con introducción y 21 capítulos, que suelen alternar en series de capítulos cortos y de otros más largos.

## Marco
El texto, a pesar de su desigual factura, es un testigo imprescindible de la profunda y vertiginosa transformación política y económica que cambió radicalmente la fisonomía de Buenos Aires, de la que pinta un retrato a la vez nostálgico e irónico. La ciudad que plasma el autor es la que ha quedado después de dos décadas de cambios que la hicieron devenir, de una pequeña población de provincias, a una orbe de perfil europeo en la que las relaciones interpersonales han sido dinamitadas y en la que sus personajes se encuentran perdidos entre la ostentación, la frivolidad y la omnipresencia de lo siniestro. Lucio Vicente López dice:

No era entonces Buenos Aires lo que es ahora. La fisonomía de la calle Perú y la de la Victoria han cambiado mucho en los veintidós años transcurridos: el centro comenzaba en la calle de la Piedad y terminaba en la de Potosí, donde la vanguardia sur de las tiendas estaba representada por el establecimiento del señor Bolar, local de esquina, mostrador democrático al alba, cuando cocineras y patronas madrugadoras acudían al mercado, y burgués, si no aristocrático, entre las siete de la noche y el toque de ánimas […] Las tiendas europeas de hoy, híbridas y raquíticas, sin carácter local, han desterrado la tienda porteña de aquella época, de mostrador corrido y gato blanco formal sentado sobre él a guisa de esfinge. ¡Oh, qué tiendas aquellas! […] ¡Y qué mozos! ¡Qué vendedores los de las tiendas de entonces! ¡Cuán lejos están los tenderos franceses y españoles de hoy de tener la alcurnia y los méritos sociales de aquella juventud dorada, hija de la tierra, último vástago del aristocrático comercio al menudeo de la colonia!

La ciudad ha ampliado sus límites, se ha hinchado hacia afuera y hacia el cielo. Las cúpulas inundan las calles, que han perdido su aire campesino para asimilar un ambiente europeizante que no sólo hegemoniza la arquitectura, sino también el pensamiento de muchos de sus habitantes. Así pues, el habla se brota de extranjerismos, muchos ingleses y más franceses. Este proceso es paralelo al de la inmigración europea masiva, la cual es recibida con temor y recelo.

## Intención de la obra

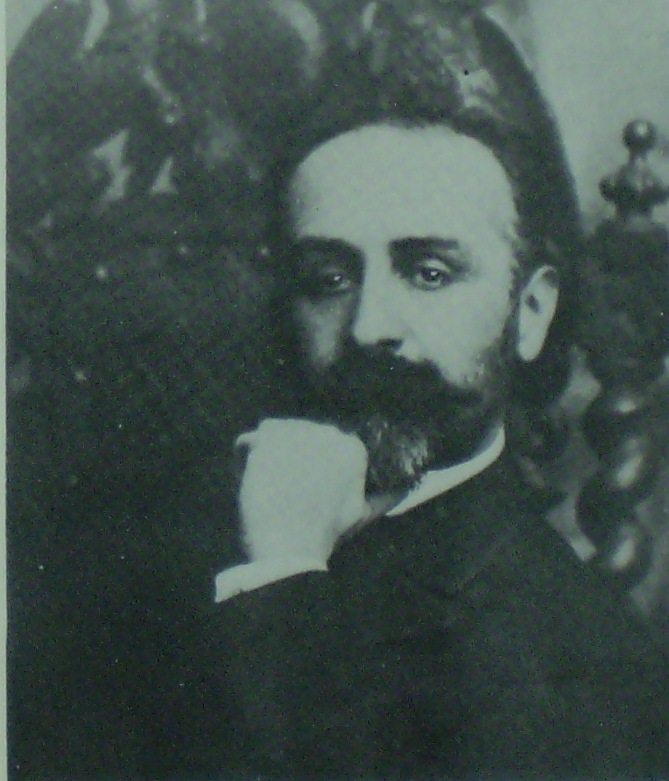
Lucio Vicente López.

Lucio V. López es un joven abogado perteneciente al Club Liberal. En La gran aldea pueden apreciarse distintas tesis defendidas por su autor a través de las vicisitudes de sus personajes. 
El clero es uno de los objetivos de la pluma del escritor. En el capítulo 12, por ejemplo, la descripción de un fraile, que acude a auxiliar a una moribunda, apela al humorismo más crudo:

Se acercó al lecho un fraile obeso, vestido de colores llamativos, impasible como una foca, gordo como un cerdo: el rostro achatado por el estigma de la gula y de los apetitos carnales, la boca gruesa como la de un sátiro, el ojo estúpido, la oreja de murciélago, los pómulos colorados como los de un clown. Abrió entre sus manos grasas y carnudas, un libro cuyas páginas alumbraba un monigote con un cirio, y erutó [sic] sobre el cadáver en latín bárbaro y gangoso algunos rezos con la pasmosa inconsciencia de un loro.

El escarnio es sistemático en la caracterización de los miembros de la curia: los clérigos son una «turba de cuervos negros y pardos», visten «uniforme carnavalesco de colorinches», son «incorrectos bajo el punto de vista de la higiene personal».
Los mitristas también son atacados por la novela, que los presenta como autoritarios. En una reunión política, los personajes argumentan:

—Se critica el sufragio universal, pero no se da la razón de su crítica; el error de los que lo combaten acerbamente consiste en creer que el sufragio universal es el derecho que todos tienen de elegir. ¡Error! ¡Grave error, señores! Si las leyes del universo están confiadas a una sola voluntad, no se comprende como lo universal puede estar confiado a todas las voluntades. El sufragio universal, como todo lo que responde a la unidad, como la Universidad, bajo el gobierno unipersonal de un rector. ¡Unipersonal! fíjense ustedes bien! es el voto de uno solo reproducido por todos. En el sufragio universal la ardua misión, el sacrificio, está impuesto a los que lo dirigen, como en la armonía celeste, el sol está encargado de producir la luz y los planetas de rodar y girar alrededor del sol, apareciendo y desapareciendo como cuerpos automáticos sin voz ni voto en las leyes que rigen la armonía de los espacios. Y declaro señores que esto último, no es mío sino del divino maestro.

[…]

—¿Qué sería de nosotros, señores, el primer partido de la república, el partido que derrocó a Rosas, que abatió a Urquiza, el partido de Cepeda, esa Platea argentina, en que el Xerjes entrerriano fue vencido por los Alcibíades y los Temístocles porteños, si entregáramos a las muchedumbres el voto popular? Nosotros, somos la clase patricia de este pueblo, nosotros representamos el buen sentido, la experiencia, la fortuna, la gente decente en una palabra. Fuera de nosotros es la canalla, la plebe, quien impera. Seamos nosotros la cabeza; que el pueblo sea nuestro brazo. Podemos formar la lista con toda libertad y en seguida lanzarla. Todo el partido la acatará; nuestra divisa es OBEDIENCIA: cúmplase nuestra divisa.

La confusión entre clases y nacionalidades también es atacada por el escritor. Un cuadro dantesco, que sirve para cerrar la novela, es el de la muerte, quemada viva en su cuna, de una beba de pocos meses y fruto del matrimonio entre una joven inmigrante y un criollo. Lucio Vicente López no aligera su pluma para la descripción del siniestro accidente, sino todo lo contrario: 

Entonces el cuadro que se presentó a la vista de los que allí se encontraron fue terrible: en un extremo de la estancia, la cuna de la niña cubierta de hollín: las cortinas se habían encendido, el fuego había invadido las ropas; la desgraciada criatura había muerto quemada, por un descuido de Graciana, que atolondrada por la fuga, había dejado la bujía a poca distancia de la cuna. El rostro de la niñita era una llaga viva: tenía los dientes apretados por la última convulsión; con la mano izquierda asada por el fuego, se asía desesperadamente de una de las varillas de bronce de la camita, y la derecha, dura, rígida en ademán amenazante; la actitud del cadáver revelaba los esfuerzos que la víctima había hecho para escapar del fuego, en vano. Blanca era la que había encendido el gas: al hacerlo, dio vuelta y vio a su marido postrado en tierra y a su hija quemada viva en la cuna: retrocedió y dio un grito terrible: el pobre viejo se levantaba al mismo tiempo, y en la puerta que daba al vestíbulo exterior por donde Blanca había penetrado, sorprendía con la vista un hombre joven que había entrado con ella: fue lo primero que vio, quiso lanzarse sobre él, pero el grito de horror de Blanca lo detuvo, y entonces volvió los ojos sobre la cuna de su hija. Toda esta escena, fue la obra simultánea de un instante; las más breves palabras no alcanzarían nunca a traducir su trágica rapidez. El pobre padre al ver el horrible espectáculo que presentaba el cadáver de su hija, abrazada por los llamas, se detuvo horrorizado ante él, quiso hablar, pero no pudo, fue a lanzarse iracundo sobre el amante, que en actitud vacilante no sabía que partido tomar, pero apenas dio dos pasos cayó al suelo, fulminado por una parálisis repentina, la lengua trabada, el rostro descompuesto, el cuerpo laxo y sin fuerzas. Al caer dio con la frente en el suelo y su rostro se batió en sangre.

David Viñas, en el primer volumen de Literatura argentina y política, dedica el capítulo «“Niños” y “criados favoritos”: de Amalia a través de La gran aldea hasta recalar en algunas mujeres» a analizar algunos aspectos de la obra. Viñas denomina «literatura de venganza» al texto de Lucio Vicente López, señalando que en La gran aldea:

[…] a través de la reelaboración, empastado y sublimación novelescas Lucio López se desquita de la humillación sufrida por su padre Vicente Fidel durante las jornadas de junio de 1852 en las que defendió el pacto de San Nicolás y fue vencido por Mitre y la política porteña.